# خالد حبش السویدی
خالد حبش السویدی (انگلیسی: Khalid Habash Al-Suwaidi؛ زادهٔ ۱۰ اکتبر ۱۹۸۴) یک ورزشکار سابق دو و میدانی اهل قطر است که در پرتاب وزنه تخصص دارد اما در پرتاب دیسک نیز شرکت کرده است. او رکورددار ملی قطر در تیراندازی است و در سال ۲۰۰۵ قهرمان آسیا در این رشته بود.